# Franz von Mückusch und Buchberg
Franz Carl Anton Cyprian Ritter von Mückusch und Buchberg, auch von Mükusch bzw. von Mikusch (* 26. September 1749 in Nieder Rothwasser, Österreichisch-Schlesien; † 11. August 1837 in Troppau, Österreichisch-Schlesien) war ein österreichischer Naturwissenschaftler, Botaniker und Privatgelehrter. Er war Mitbegründer des Gymnasialmuseums in Troppau. Unter seinen Zeitgenossen war der pensionierte k.k. Hauptmann als der „Veteran im Gesenke“ bekannt.

## Leben und Wirken
Franz von Mückusch und Buchberg wurde auf dem väterlichen Gut Nieder Rothwasser als Sohn des k.k. Rats und Landesältesten des Fürstentums Neisse österreichischen Anteils, Urban von Mückusch und Buchberg, und dessen Frau Johanna geborene von Falkenhayn geboren. Sein älterer Bruder war der spätere Kreishauptmann Ernst von Mückusch und Buchberg (1740–1814).
Den ersten Unterricht erhielt Franz von Mückusch durch den Hauslehrer Ilenhauser. Ab 1760 besuchte er das Gymnasium in Troppau, wenig später das in Olmütz. Nachdem sich Franz von Mückusch gegen den Willen der Eltern für eine künftige militärische Laufbahn entschlossen hatte, schickten ihn diese zunächst zu den Weißwasseraner Piaristen, um dort Philosophie und Metaphysik zu studieren und hofften, ihn dadurch noch umzustimmen. 1765 nahm er ein Studium an der Wiener Ingenieurakademie auf und trat nach dessen  Abschluss 1768 als Unterleutnant in das k.k. Infanterie-Regiment Freiherr Sincére ein. Ab 1772 war er im Rang eines Oberleutnants zwei Jahre in der Reichsstadt Schwäbisch Hall stationiert, bis ihn 1775 der neue Regimentskommandeur Generalfeldmarschall-Leutnant von Callenberg als Adjutanten nach Wien rief. Dort verkehrte Mückusch in Gelehrtenkreisen, wurde 1783 in die Wiener Loge „Zur wahren Eintracht“ aufgenommen und empfand den Militärdienst letztlich nur noch als kalt und mechanisch. 1784 schied er aus dem Militär aus, um bei seiner Schwester Maria Anna Gräfin Welczeck zu leben und seine Erfüllung als Privatgelehrter in der Natur und den Wissenschaften zu finden. Aus der Freimaurerloge trat er 1785 wieder aus. Nachdem er 1789 auf einer Reise von Wien nach Troppau sein gesamtes als Barschaft mitgeführtes Vermögen verloren hatte, sah er sich genötigt, seinen Lebensunterhalt wieder in der Armee zu suchen. Im selben Jahre wurde Mückusch als Feldwebel in das Szluiner Grenzregiment aufgenommen, wo er am Feldzug gegen die Türken teilnahm und zum Unterleutnant aufstieg. 1790 holte ihn General von Callenberg in sein Regiment zurück und beförderte ihn zum Oberleutnant. In dieser Zeit legte er sich eine bedeutende Sammlung militärischer Schriften zu und beschäftigte sich mit der Astronomie. Ab 1792 diente Mückusch wieder als Adjutant des Generals und erhielt 1793 die Beförderung zum Hauptmann. 1794 meldete er sich freiwillig zum Feldzug gegen die Franzosen, auf dem er bei Valenciennes durch einen Sturz vom Pferd eine Verletzung zuzog. 1795 ließ sich Mückusch als Halbinvalide zur Ökonomie-Kommission versetzen. Während seiner Stationierung bei der Montour in Marburg an der Drau heiratete Mückusch eine Witwe, die jedoch nach kurzer Zeit verstarb. In dieser Zeit litt er an Schwermut und Melancholie. 1801 erfolgte auf eigenen Wunsch die Versetzung zum Schlesischen Grenzkordon und im Jahr darauf die Pensionierung.
Franz von Mückusch und Buchberg ließ sich in Jägerndorf nieder, lebte von jährlich 600 Gulden Pension und betrieb intensive Studien der Flora des Gesenkes. Vom Frühjahr bis Herbst war er in der Natur unterwegs, im Winter ordnete er sein Herbarium. In dieser Zeit schaffte er sich auch eine umfangreiche Bibliothek an. Nach seiner Einberufung zur Landwehr als Hauptmann der Reserve im Jahre 1805 verschenkte Mückusch sein Herbarium an seinen Freund Augustin Kaluža in Breslau und einen Großteil seiner Bücher an die Jägerndorfer Hauptschule. Wegen seines Alters und der Gebrechen wurde Franz von Mükusch bald wieder vom Reservistendienst freigestellt. Daraufhin setzte er seine botanischen Untersuchungen fort und machte sich zudem in der Mineralogie und Geognosie fachkundig. An der Jägerndorfer Hauptschule errichtete er eine Stiftung, die die Wahrheitsliebe der Schüler belohnen sollte. Er war eng mit Faustin Ens und Kajetan Koschatzky befreundet. Als Ens 1812 die Vertretung des Lehrstuhls für Naturgeschichte am Troppauer Gymnasium übernahm, entschloss er sich zur Anschaffung einer Mineralien- und Pflanzensammlung sowie einer Bibliothek, da es dem Gymnasium gänzlich an Anschauungsmaterial mangelte. Unterstützung seiner Pläne fand er dabei bei Franz von Mückusch und dem Troppauer Bürgermeister Johann Josef Schössler. 1814 gründeten sie mit dem Gymnasialmuseum Troppau eines der ersten Museen in Österreichisch Schlesien. Mükusch schenkte dem Museum seine gesamte Bibliothek und kaufte zusammen mit Ens in Brünn die Mineraliensammlung von Christian Karl André. Im selben Jahre zog Franz von Mükusch und Buchberg nach dem Tode seines Bruders Ernst von Jägerndorf nach Troppau und übernahm die Vormundschaft für dessen minderjährige Töchter. Seit dieser Zeit widmete er sich ganz dem Troppauer Museum; von seiner Pension kaufte Mückusch dem Museum jährlich zum Stiftungstag eine größere Anzahl Bücher. Wegen seines Engagements für die Schulbildung wurde er 1815 zum Vizedirektor des Troppauer Gymnasium ernannt. Seine botanischen Wanderungen unternahm der „Veteran im Gesenke“ bis zu seinem 86. Lebensjahr. Er verstarb im Alter von 88 Jahren und hinterließ keine Nachkommen. Mit seinem Tode erlosch das Rittergeschlecht von Mückusch und Buchberg im Mannesstamme.
Franz von Mückusch und Buchberg war korrespondierendes Mitglied der k. k. mährisch-schlesischen Gesellschaft des Ackerbaus, der Natur- und Landeskunde sowie Ehrenmitglied der preußisch-schlesischen Gesellschaft für vaterländische Kultur. Mückusch bereicherte die Sammlungen beider Gesellschaften sowie die des Brünner Pfarrers Hochstetter und des Breslauer Medizinalassessors Christian Günther mit Pflanzen aus dem Gesenke. Im „Redlichen Verkündiger“ und den „Erneuerten vaterländischen Blätter für den österreichischen Kaiserstaat“ erschienen regelmäßig Nachrichten und Briefe des „Veteranen im Gesenke“.